# Eleição para governador do Michigan em 2010
A eleição para governador do estado norte-americano de Michigan de 2010 foi realizada em 2 de novembro de 2010. A governadora Jennifer Granholm, membro do partido democrata, estava proibia pela Constituição do Estado de buscar um terceiro mandato. Isto resultou em um grande número de canditados, quando o prazo de apresentação das candidaturas acabou em 11 de maio de 2010, estavam concorrendo dois democratas e cinco republicanos. Tanto o Cook Political Report e o não-partidário Rothenberg Political Report diziam que a eleição seria vencida pelo candidato republicano.
A principal disputa republicana era entre o congressista Peter Hoekstra, o procurador-geral estadual Mike Cox, e o empresário Rick Snyder. O favorito na disputa pela nomeação democrata, foi o vice-governador John D. Cherry, que desistiu de concorrer em janeiro de 2010.  As primeiras pesquisas mostrava o prefeito Lansing Virg Bernero estava na liderança, mas mais de um quarto dos entrevistados ainda estavam indecisos. O prazo para as candidaturas foi de 11 de maio de 2010 a 3 de agosto de 2010.
Um total de 1.575.167 eleitores registrados votaram nas primárias, sendo que 66,4% votaram na primária republicana. Os analistas acreditam que uma grande parte dos democratas cruzaram as linhas partidárias e votaram em Snyder, cuja campanha de anúncios estavam direcionadas a cidadãos independente com apoio bipartidário.  Em Michigan, os eleitores podem votar em qualquer primária, independentemente da sua filiação política, mas só podem votar em um partido. Snyder ganhou com uma vantagem de quase 10 pontos sobre o rival mais próximo Pete Hoekstra, Bernero venceu com uma vantagem ainda maior, cerca de 17 pontos sobre o candidato favorito Andy Dillon. Em 25 de agosto de 2010, Snyder designou o deputado estadual Brian Calley como candidato a vice. Em 28 de agosto de 2010, Bernero escolheu Brenda Lawrence como candidata a vice.
Snyder derrotou Bernero na eleição geral.